# David Banner
Levell Crump (Jackson, Mississippi, 11 april 1973), beter bekend als David Banner, is een Amerikaanse rapper, acteur en producer. Zijn naam komt uit de televisieserie The Incredible Hulk.

## Biografie

### Begin van carrière
David Banner sloot zich al vroeg aan bij de rapgroep Crooked Lettaz. Uiteindelijk wilde hij graag een solocarrière, maar zijn eerste album bracht hij uit met deze groep. Het album verscheen in 1999 en heette Grey Skies.
Al snel daarna ging Banner beginnen aan zijn solocarrière en in 2000 werden van zijn solodebuutalbum Them Fire Water Boyz Volume 1 ruim tienduizend exemplaren verkocht.

### Vervolg
Banner tekende een contract bij SRC/Universal Records en bracht zijn eerste echt bekende album uit. Mississippi: The Album werd een groot succes en vooral de single Like a Pimp (een samenwerking met Lil' Flip) maakte het album zeer geliefd.
Nog in hetzelfde jaar bracht Banner zijn derde soloalbum uit. De titel van dit album was MTA2: Baptized in Dirty Water.
Hierna duurde het twee jaar tot het volgende album van de rapper. In 2005 kwam dan toch een opvolger met de titel Certified. Op dit album was vooral de track Play een groot succes. In de Verenigde Staten bereikte deze single de zevende plaats in de hitlijsten. Verder kwam van dit album ook nog een single uit waarvan de titel veranderd werd. De track heette oorspronkelijk Fucking, maar toen de single werd uitgebracht, werd de titel veranderd in Touching.
In 2007 werkte Banner mee aan een tekenfilm met de titel That Crook'd Sipp. Als achtergrondmuziek werd de single Play van de rapper gebruikt. Verder sprak hij de stem in van Virgil 'Big Verge' Gibson, de hoofdpersoon in de serie.
Banner deed bovendien auditie voor een rol in de film The Dark Knight, maar die rol werd aan Michael Jai White gegeven. Voorts heeft hij nog in de film Black Snake Moan gespeeld.
Banner werd opgenomen in de Mississippi Musicians Hall of Fame.

## Trivia
- David Banner is een van de weinige rappers die een duet heeft gezongen met Michael Jackson.
- In 1996, dus voordat hij doorbrak als rapper, was Banner op proef bij Golden State Warriors, een professioneel basketbalteam.
- Banner speelt mee in de game Def Jam: Fight for NY.
- In 1996 zat Banner al in het voorprogramma voor een tournee van Big L.
- Er wordt een track van Banner gebruikt in de film Belly uit 1998.

## Discografie

### Albums
- 1999: Grey Skies (met Crooked Lettaz)
- 2000: Them Fire Water Boyz Volume 1
- 2003: Mississippi: The Album
- 2003: MTA2: Baptized in Dirty Water
- 2005: Certified
- 2007: Greatest Story Ever Told

### Singles
| Jaar | Titel                                             | U.S. Hot 100 | U.S. R&B | U.S. Rap | Album                         |
| ---- | ------------------------------------------------- | ------------ | -------- | -------- | ----------------------------- |
| 2003 | "Like a Pimp" (met Lil' Flip)                     | 48           | 15       | 10       | Mississippi: The Album        |
| 2003 | "Cadillac on 22's"                                | -            | 83       | -        | Mississippi: The Album        |
| 2004 | "Crank It Up" (met Static)                        | -            | 87       | -        | MTA2: Baptized in Dirty Water |
| 2005 | "Ain't Got Nothing" (met Magic en Lil Boosie)     | 84           | 83       | 91       | Certified                     |
| 2005 | "Play"                                            | 7            | 5        | 3        | Certified                     |
| 2005 | "Touching" (met Jazze Pha)                        | -            | 54       | -        | Certified                     |
| 2007 | "9mm/Speaker" (met Akon, Lil Wayne en Snoop Dogg) | -            | 72       | -        | Greatest Story Ever Told      |

## Door David Banner geproduceerde tracks
- "Rubber Band Man" en "Countdown" van T.I.
- "Tip Drill" van Nelly (met St. Lunatics)
- "Talkin' That Talk" van Chamillionaire (met David Banner)
- "Welcome to the South" van Young Buck (met David Banner en Lil' Flip)
- "I'm" van Remy Ma
- "All the Way to St. Lou" van Chingy
- "See about Ya" van Beezle
- "Representin" van Lil' Flip (met Three 6 Mafia en David Banner)
- "Ain't No Nigga" van Lil' Flip
- "Take It to the Floor" van T-Rock
- "Somebody Gotta Pay" van Kane & Abel
- "Faknass Hoes" van Tha Dogg Pound
- "Nappy Roots Day" van Nappy Roots
- "Yeah Boii" van Jibbs
- "Walk It, Talk It" van Yung Wun
- "Make Em' Mad" van Chopper City Boyz (met B.G.)
- "Can U Get Away" van Goldie Loc, Ray J en Snoop Dogg
- "They Like Me" van Shop Boyz
- "You Know What (David Banner Remix)" van Avant
- "Takin' No Junk" van Lil' Skeeter (met Stat Quo en E-40)
- "Yeah Motha Fucka" van Ludacris (met David Banner)